# Prosper (bande dessinée)
Prosper est une série de bande dessinée créée en 1933 par Alain Saint-Ogan.

## Histoire
En 1933, Hachette distribue un produit dérivé, une figurine sous le nom de « La poupée fétiche Prosper » vendu 10 francs.
En 1935, le personnage a donné lieu à une adaptation au théâtre par Mlle Thérèse Lenötre et Adhémar de Montgon, sur une chorégraphie de Mauricette Cébron. 
En décembre 1935, à sa parution, l'album Prosper et Toutoune est vendu 15 francs .
En 1936, sort l'album Le mariage de Prosper.

## Personnages
1. Prosper, petit ours blanc, avec une chaînette attachée au museau.
2. Toutoune, petit garçon, ami de Prosper.
3. Mlle Ursus, petite ourse blanche, avec laquelle Prosper se marie.
4. Le chat borgne, chat noir borgne, ennemi de Prosper.

## Albums
1. 1933 : Les aventures de Prosper, Paris, Hachette, 1933, 48 p. (BNF 31283479)
2. 1934 : Prosper et le monstre marin, Paris, Hachette, 1934, 48 p. (BNF 31283486)
3. 1935 : Prosper et Toutoune, Paris, Hachette, décembre 1935, 48 p. (BNF 31283487)
4. 1936 : Le mariage de Prosper, Paris, Hachette, décembre 1936, 48 p. (BNF b31283483v)
5. 1937 : M. et Mme Prosper, Paris, Hachette, 1937, 32 p. (BNF 31283485)
6. 1938 : Mme Prosper, star, Paris, Hachette, 1935, 32 p. (BNF 31283481)
7. 1940 : Prosper et les Gendarmes, Paris, Hachette, 1940, 32 p. (BNF 32598235)